# Pont Ambroix
Der Pont Ambroix oder Pont d’Ambrussum ist eine Brücke aus der Zeit des Römischen Reichs in Südfrankreich. Das im 1. Jh. v. Chr. errichtete Bauwerk war Bestandteil der Via Domitia und führte in der Provincia Narbonnensis in der heutigen Region Okzitanien über den Fluss Vidourle zwischen Gallargues-le-Montueux im Département Gard und Villetelle im Département Hérault.

## Geschichte
Ursprünglich war die Brücke vierbogig; bei ihrer Unterschutzstellung als Monument historique im Jahr 1840 waren es nur zwei Bögen. Heute ragt nur noch ein Bogen aus der Mitte des Flusses, der andere stürzte bei einem Hochwasser des Vidourle (sog. vidourlade) im Jahr 1933 in sich zusammen.